# Ambroise de Sienne
Ambroise de Sienne (Sienne, 16 avril 1220 - Sienne, 20 mars 1286) est un prédicateur dominicain vénéré comme bienheureux par l'Église catholique. 

## Biographie
Ambroise est né à Sienne le 16 avril 1220, dans la famille noble des Sansedoni. Lorsqu'il avait environ un an, Ambroise est guéri d'une malformation congénitale dans l'église dominicaine de Sainte Marie-Madeleine. Enfant et adolescent, il est connu pour son amour de la charité, exercé en particulier envers les pèlerins, les malades dans les hôpitaux et les prisonniers. Il entre au noviciat du couvent dominicain dans sa ville natale à l'âge de dix-sept ans, et est envoyé à Paris poursuivre ses études philosophiques et théologiques sous Albert le Grand, où il a pour camarade de classe Thomas d'Aquin.
En 1248, il est envoyé avec Thomas à Cologne, où il enseigne dans les écoles dominicaines. En 1260, il fait partie du groupe de missionnaires qui ont évangélisé la Hongrie. Six ans plus tard, Sienne est mise sous interdit pour avoir épousé la cause de l'empereur Frédéric II, alors en inimitié avec le Saint-Siège. Les Siennois demandent à Ambroise de plaider leur cause devant le Souverain Pontife, et il le fait avec tant de succès qu'il obtient pour sa ville natale la pleine grâce et le renouvellement de tous ses privilèges. Les Siennois rejettent bientôt leur allégeance ; une deuxième fois, Ambroise obtient leur pardon. Il permet aussi une réconciliation entre le roi Conradin d'Allemagne et le pape Clément IV. 
Vers cette époque, il est choisi évêque de sa ville natale, mais il refuse la fonction. Pendant un certain temps, il se consacre à la prédication de la huitième croisade ; et plus tard, à la demande du pape Grégoire X, fait reprendre au couvent dominicain de Rome les études que les guerres tardives avaient pratiquement suspendues. Après la mort du pape Grégoire X, il se retire dans l'un des couvents de son ordre, d'où il est convoqué par Innocent V et envoyé comme légat du pape en Toscane. Il y rétablit la paix entre Florence et Pise ainsi qu'entre les républiques dogales de Venise et de Gênes, une autre paire de rivaux commerciaux en Italie. 
Il meurt à Sienne en 1286. Son nom est inséré dans le martyrologe romain en 1577. Ses biographes présentent sa vie comme celle d'une parfaite humilité. Il aimait la poésie et de nombreuses légendes racontent des victoires sur les tentations charnelles. 
C'était un prédicateur de renom. Son oratoire, simple plutôt qu'élégant, était des plus convaincants et efficaces. Ses sermons ont été recueillis, puis perdus. 